# O pescador e sua mulher
O pescador e sua mulher (baixo-alemão:Von dem Fischer un syner Fru) ou O pescador e a sua esposa é um conto de fadas compilado pelos Irmãos Grimm. É o conto número 19 (KHM 19). Ao contrário da maioria dos contos, não é narrado no alemão padrão (Hochdeutsch), e sim num dialeto do baixo-alemão. Seu tema é a ambição desmedida e seu devido castigo. Enquadra-se no Tipo 555 do Sistema Aarne-Thompson-Uther de classificação de contos folclóricos.

## Origem
A história foi publicada pelos Irmãos Grimm na primeira edição de Kinder- und Hausmärchen em 1812 como a de no 19. Sua fonte foi o pintor alemão Philipp Otto Runge (1777–1810), de quem os Irmãos Grimm obtiveram um manuscrito em 1809. Johann Gustav Büsching publicara outra versão do manuscrito de Runge alguns meses antes em  1812 em Volkssagen, Märchen und Legenden, com algumas discrepâncias em relação à versão dos Grimms.

## História
Um pescador pobre vive com sua mulher numa choça à beira-mar. Um dia pesca um linguado falante que alega ser um príncipe encantado e pede para ser jogado de volta ao mar. Chegando em casa, o pescador conta o ocorrido à mulher, que reclama que ele deveria ter feito um desejo ao peixe. Ele volta, invoca o linguado e pede uma cabana melhor para morarem. O poder do linguado de conceder desejos sobe à cabeça da mulher, que envia o marido sucessivamente de volta à praia para pedir, primeiro um castelo de pedra, depois que a mulher vire uma rainha, depois que seja imperatriz, depois a mulher quer ser o próprio papa e finalmente quer ser como Deus. E o casal volta a morar no casebre imundo do início da história, retornando à estaca zero.